# Giancarlo Mori
Giancarlo Mori (Genova, 4 novembre 1938 – Genova, 17 aprile 2019) è stato un politico italiano.

## Biografia
Dopo essersi laureato in economia e commercio lavora per vari anni presso l'Enel, ricoprendo funzioni dirigenziali. Di formazione cattolica, milita nella FUCI (ovvero l'associazione degli universitari cattolici) e fa carriera nella Democrazia Cristiana, di cui diviene anche segretario provinciale. Consigliere provinciale dal 1975 al 1980, dal 1985 al 1990 è presidente della giunta. Nel 1990 viene invece eletto in consiglio regionale, e dopo il crollo della DC aderisce al Partito Popolare Italiano e in seguito alla Margherita. Partecipa al processo di fondazione del Partito Democratico.
Nel 1994, alla guida di una coalizione di centrosinistra, divenne presidente della regione Liguria. Rieletto l'anno seguente, stavolta con il voto popolare diretto, mantiene l'incarico fino al 2000, anno in cui viene sconfitto dal candidato delle destre Sandro Biasotti: da quell'anno, sino al 2005, è consigliere regionale.
È deceduto nel 2019, all'età di 80 anni, a seguito di una insufficienza cardiaca.